# علي الجشي
علي بن حسن الجشي القطيفي (3 سبتمبر 1879 - 17 ديسمبر 1956) فقيه شيعي وشاعر في القرن 14 هـ/ 20 م. ولد في القطيف ونشأ بها وتلقى مبادئ فيها وفي 1899 هاجر إلى العراق وسكن النجف لدراسته الدينية، وظل يتنقل بين القطيف والنجف حتى 1909. عمل مدرسًا من 1915 إلى 1926. وفي 1935، عاد إلى النجف مرة أخرى مواصلاً تلقيه للعلم حتى نال إجازة الاجتهاد من محسن الحكيم وأصبح من مراجع الشيعة الإثنا عشرية في القطيف بعد وفاة أبو الحسن الخنيزي. عُيّن قاضيا في القطيف ابتداء من 1947 حتى وفاته في الظهران. له في الشعر الروضة العلية والشواهد المنبرية والأنوار وديوان.

## سيرته
ولد علي بن حسن بن محمد بن يوسف بن محمد بن علي بن ناصر آل الجشي (أسرة بحرانية الأصل شيعية اثنا عشرية) في 17 رمضان 1296 هـ/ 3 سبتمبر 1879 م في القطيف ونشأ فيها. درس المبادئ الأولية في وطنه على جملة من علمائها منهم حسن علي البدر ومحمد علي النهاش في النحو، وماجد العوامي في الصرف والمنطق. هاجر إلى النجف وحضر على جملة من كبارها في دراسة السطوح منهم علي أبو الحسن الخنيزي وعلي أبي عبد الكريم الخنيزي في السطوح، وفي كربلاء على أبو القاسم التبريزي وعبد الهادي الأصفهاني وأبحاث العالية على ضياء الدين العراقي ومحمد حسن النائيني وأبو الحسن الأصفهاني ومحسن الحكيم. من تلامذته منصور البيات، فرج العمران، عبد الحميد الخطي وطاهر حسن علي البدر وحسين البريكي. 

توفي مساء الثلاثاء في 15 جمادى الأولى 1376 هـ/ 17 ديسمبر 1956م في مستشفى الظهران ونقل جثمانه إلى قلعة القطيف ودفن في مقبرة الخباگة.

## حياته الشخصية
من أولاده عبد الرسول الجشي (27 يناير 1924-9 مارس 2008) الشاعر والمشهور باسم عبد الله.

## مؤلفاته
- منظومة في أصول الفقه
- منظومة في التوحيد
- ديوان، ديوانه الكبير المحتوي على ثمانية آلاف بيت المطبوع سنة 1383 هـ
- الأنوار، كتاب العقائد
- نظم كفاية الأصول
- الشواهد المنبرية
- الروضة العلية